# 西瀧順二
西瀧 順二（にしたき じゅんじ、1955年2月19日 - ）は、兵庫県神戸市出身の日本のテレビプロデューサー、演出家。大阪芸術大学卒業。

## 略歴
1977年にテレビ制作会社イースト大阪支社入社、大阪で始まった讀賣テレビ『ワイドショー今』ADを担当。
半年後、東京本社に異動。
TBSにて、『飛べ!孫悟空』『欽ちゃんのこれが1番!!』『8時だョ!全員集合』などのAD担当。
1983年12月イーストロサンゼルス支局長として渡米、ディレクターとしてNTV『エッ!うそーホント?』MBS『世界まるごとHOWマッチ』などを担当帰国後、CBC『すばらしき仲間』NTV『oh!たけし』などの演出をてがけ
1989年04月 制作管理部長。桑田佳祐監督『稲村ジェーン』メイキングVP『Document Of 稲村ジェーン』『真夏の果実』VP『サザンオールスターズコンサートConcert Tour 1990 /夢で逢いまSHOW』の映像演出。
1990年04月 第一制作本部部長。
1993年04月 MBS『ダウトをさがせ!』プロデューサー、CX『ビートたけしのつくり方』 MBS『ジャングルTV タモリの法則』などのプロデューサー、演出。
- 2001年08月 株式会社イーストスタッフ事業部創設部長就任。
- 2005年01月 株式会社イーストより分離独立、株式会社ウエストを創業し代表取締役就任
- 2013年02月 株式会社ウエスト 代表取締役辞任
- 2013年05月 株式会社クリア代表取締役就任
- 2014年05月 一般社団法人全国放送派遣協会理事就任
- 2014年08月 株式会社クリアより分離独立、株式会社クリアーズ代表取締役就任
- 2015年10月 株式会社クリアーズは株式会社アーズに社名変更
- 2021年6月　一般社団法人全国放送派遣協会会長就任
- 2025年6月　一般社団法人全国放送派遣協会会長退任
- 2025年6月　一般社団法人全国放送派遣協会顧問就任

## 過去の担当番組
- 8時だョ!全員集合（TBS）
- ぴったし カン・カン（TBS）
- 漫才十八番（TBS）
- 落語特選会（TBS、BS-TBS）
- すばらしき仲間II （中部日本放送）
- すばらしき人ホンダに乗る
- お化けのサンバ（東京12チャンネル）
- 人間が大好きだ!（東京12チャンネル）
- 気分はパラダイス（テレビ東京）
- 元旦早々タモリで最高（TBS）
- エッ!うそーホント? （日本テレビ）
- クイズ!ベストカップル（フジテレビ）
- 世界まるごとHOWマッチ（毎日放送）
- すばらしき仲間 さんま・紳助・巨人（中部日本放送）
- 世界No.1クイズ（TBS）
- 遊びにおいで〜Come on-a my House （テレビ朝日）
- 石坂浩二のテレビバサール（日本テレビ）
- 三宅&デーモンMADステーション（テレビ東京）
- スター生たまご・邦子のいまドキ芸能界（読売テレビ）
- とれんでぃ9 スペイン取材（テレビ朝日）
- スター生たまご・邦子のいまドキ芸能界（読売テレビ）
- 石坂浩二の世界うらもおもても（朝日放送）
- 新発見!これが世界の一等賞（朝日放送・テレビ朝日）
- 石坂浩二のクイズ地球の歩き方（朝日放送）
- すばらしき仲間 監督桑田佳祐の365日（中部日本放送）
- 稲村ジェーンSP 桑田佳祐ライブ&トーク60'S （テレビ朝日）
- 石坂・森口のくっきん夫婦（毎日放送）
- クイズ!おみごと日本（中部日本放送）
- クイズ!純粋男女交遊（テレビ朝日）
- ダウトをさがせ! （毎日放送）
- さんま・一機の世界のおかしな法律を皆んなでじっくりと検討し、おもいっきりわらってしまおうという何とも大胆な衝撃のバラエティ（フジテレビ）
- ビートたけしのつくり方（フジテレビ）
- ジャングルTV タモリの法則（毎日放送）
- 金曜テレビの星 平成のイチャモン100連発 所さんの「世の中改造計画」（TBS）
- 北野富士（フジテレビ）
- 天下ごめんネ!! （フジテレビ）
- 突撃!お笑い風林火山（フジテレビ）
- 人・旅わくわく「北原照久篇」（中部日本放送）
- ジャパネスクな男たち1・3・4（NHK-BS）
- ドキドキ世界大冒険（テレビ朝日）
- 幸せワイン（関西テレビ）- 大阪で行われた同作品のイベントも担当。
- 週刊ワイドコロシアム（テレビ朝日）
- ダ・ヴィンチの予言（テレビ朝日）
- 熱球伝説ドッジ2000（関西テレビ）
- 幸福生活（関西テレビ）
- お台場トレンドストックマーケット（BSフジ）
- おいしい時間（BSフジ・東海テレビ）
- 激闘!ドッジ2001（関西テレビ）

## プロモーションビデオ・CM 作品
- FOR PHILIP MORRIS　電通
- Making Of 稲村ジェーン
- シングル真夏の果実TV用15秒スポット
- 夢で逢いまSHOW1990 CONCERT TOUR　アミューズ
- 真夏の果実プロモーション
- アルバム稲村ジェーンTV用15秒スポット
- 稲村ジェーン　SP桑田佳祐が語る風と波と音楽の物語
- 愛して愛して愛しちゃったのよTVスポット　アミューズ
- 稲村ジェーンVIDEOおまけアミューズビデオ　アミューズビデオ
- 稲村ジェーンVIDEO TV15秒SPOTアミューズビデオ　アミューズビデオ
- 稲村ジェーンVIDEO店頭用プロモーションアミューズビデオ　アミューズビデオ
- 眠れぬ夜の小さなお話　アミューズビデオ
- 加勢大周VP FACES　アミューズ
- 少年隊VPマジカルDOYOツアー　WP
- PRINCE TRUST ROCK GALA　電通
- WEB用　介護[要説明] 　文部省